# Bogomilisme

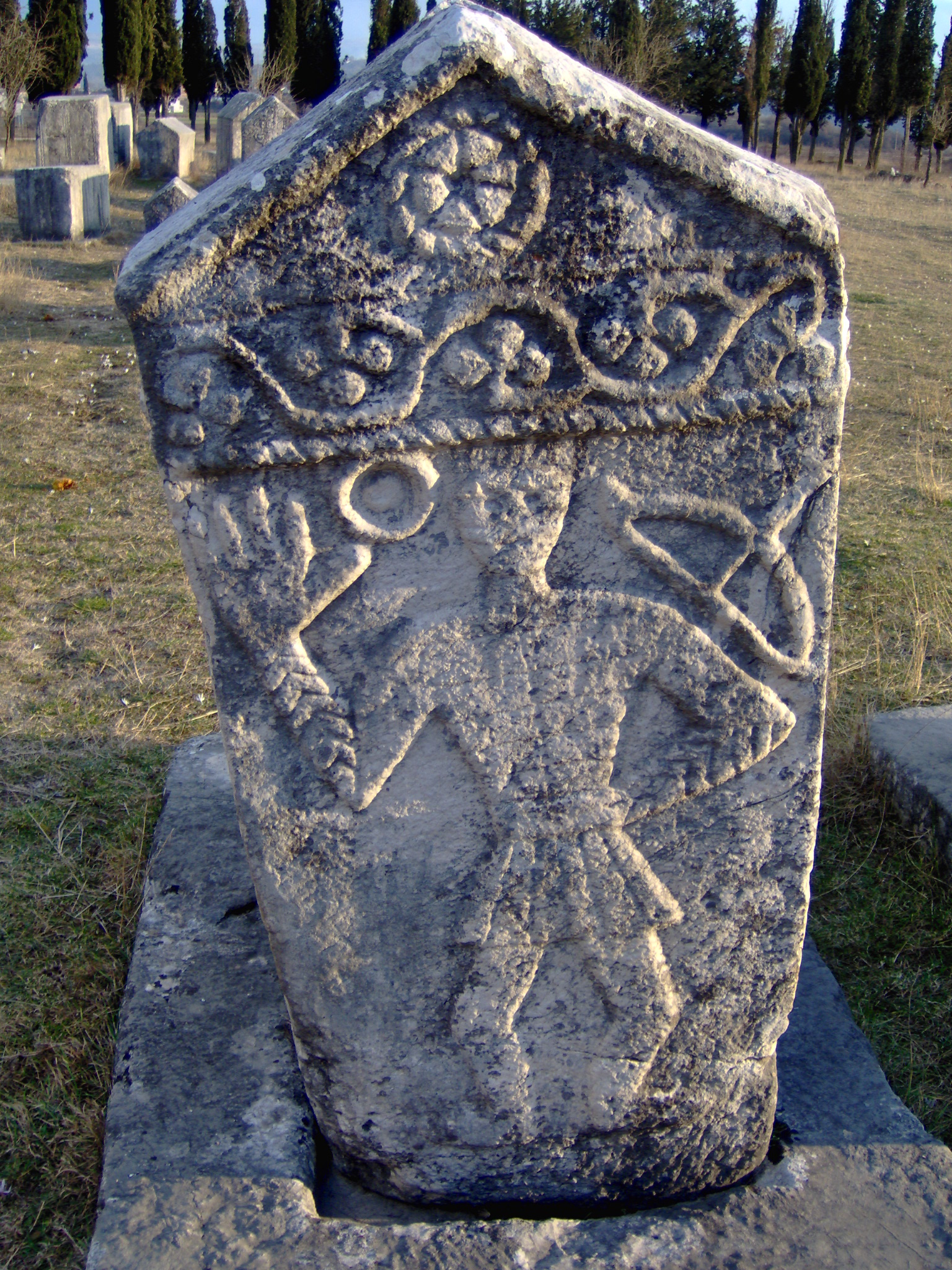
Estela amb simbologia dels bogomils a Radimlja, Bòsnia-Hercegovina

El bogomilisme és una heretgia medieval que defensava un dualisme estricte i la manca d'autoritat de l'Església, fruit del diable. Els grups de monjos predicaven l'amor lliure i consideraven el llibre més sagrat l'Evangeli segons sant Joan. El bogomilisme va triomfar sobretot entre les classes més pobres de l'est d'Europa pel rebuig a les riqueses i al poder.

## Creences
Negaven el naixement diví de Crist, la coexistència personal del Pare, del Fill i de l'Esperit Sant. Sostenien la concepció dualista maniquea de l'origen del món. En realitat, creien que Déu havia tingut dos fills: Satan i Miquel. El mal i el bé, respectivament. Negaven la validesa de les cerimònies i els sagraments cristians. Els miracles fets per Jesús eren interpretats en un sentit espiritual, no com fets materials reals. El baptisme sols el practicaven a les persones adultes, sense aigua ni oli, sinó per l'autorenúncia, les pregàries i el cant d'himnes. S'havien d'instruir els uns als altres, i no tenien sacerdots especials. Resaven a casa, no en edificis religiosos. N'hi havia dues branques principals: l'una, la més puritana, rebé el nom d'albanesa, pel fet que gran part dels seus integrants es retirava a viure a les zones muntanyoses; mentre que la branca menys estricta s'ha conegut amb el nom de garatens.

## Història
Segons documents eslavònics, el fundador d'aquesta secta era un cert sacerdot, Bogomil, qui va beure de l'ensenyança maniquea i va viure en temps de l'emperador Pere I de Bulgària (927-968). Després de ser pràcticament exterminats a Tràcia, principalment per ordre dels emperadors romans d'Orient, molts es refugiaren al país actualment conegut com a Bòsnia, on arribaren a ser la majoria de la població. Durant l'edat mitjana, ja des del segle x, els bogomils realitzaren missions a Itàlia i fomentaren l'anomenada creença patarina, mentre que a Occitània i a Catalunya influïren en la instauració de les creences dels càtars.
En produir-se la invasió turcootomana a la península dels Balcans en el segle xv, gran part dels bogomils s'aliaren amb els turcs enfront dels cristians. A partir de llavors, la majoria dels bogomils es convertiren a l'islam sunnita.
Com els bogomils, els càtars solien rebutjar el matrimoni i consideraven el món actual com un producte del mal, i solien practicar el celibat o formar comunitats en què el celibat era freqüent. Això donava peu a una difamació, segons la qual els bogomils eren homosexuals sodomites.